# Trichosphaerella
Trichosphaerella — рід грибів родини Niessliaceae. Назва вперше опублікована 1891 року.